# Gonnostramatza
Gonnostramatza is een gemeente in de Italiaanse provincie Oristano (regio Sardinië) en telt 968 inwoners (31-12-2004). De oppervlakte bedraagt 17,5 km², de bevolkingsdichtheid is 55 inwoners per km².

## Demografie
Gonnostramatza telt ongeveer 325 huishoudens. Het aantal inwoners daalde in de periode 1991-2001 met 1,4% volgens cijfers uit de tienjaarlijkse volkstellingen van ISTAT.
| Jaar | Inwoneraantal |
| ---- | ------------- |
| 1991 | 973           |
| 2001 | 959           |

## Geografie
De gemeente ligt op ongeveer 104 m boven zeeniveau.
Gonnostramatza grenst aan de volgende gemeenten: Collinas (MD), Gonnoscodina, Masullas, Mogoro, Siddi (MD).